# Caroline Cossey
Caroline (Tula) Cossey (Brooke, Norfolk, 31 augustus 1954) is een Britse actrice. Ze is geboren als Barry Kenneth Cossey, een jongen met het syndroom van Klinefelter en een 47,XXY-karyotype. Ze is een van 's werelds bekendere transseksuelen, de eerste die ooit in de Playboy heeft geposeerd.

## Geslachtsaanpassing
Cossey begon met een testhormoontherapie toen zij zeventien jaar was, in 1971. Het jaar daarop ging ze de naam Caroline dragen en kreeg ze een nieuw paspoort waarin ze als vrouw vermeld stond. Na de volledige transformatie in december 1974 is ze als fotomodel, nachtclubartieste en danseres gaan werken.

## Bondgirl
In 1981 kreeg ze een bijrol in de Bondfilm For Your Eyes Only. Kort na de release van deze film bracht het roddelblad News of the World naar buiten dat Cossey transseksueel was, wat haar carrière als model in korte tijd beschadigde. In 1982 schreef Cossey in haar autobiografie I am a woman de woede van zich af.
In 1985 figureerde ze in de videoclip bij de hit Some like it hot van The Power Station.

## Wettelijke problemen met huwelijk
In 1983 was Cossey voornemens te trouwen met de Italiaan graaf Glauco Lasinio. Dat werd haar door de Britse Burgerlijke Stand echter geweigerd, daar in het Verenigd Koninkrijk zowel een juridische geslachtswijziging als een daardoor te ontstaan homohuwelijk wettelijk niet mogelijk is. Cossey procedeerde daarop door tot aan het Europese Hof voor de Rechten van de Mens (EHRM).
In een tussentijds vonnis werd Cossey door het EHRM in het gelijk gesteld en daarop besloot ze te trouwen met haar nieuwe vriend die ze reeds in 1985 had ontmoet. Op 21 mei 1989 trouwde Cossey, inmiddels bekeerd tot het jodendom, met de orthodoxe jood Elias Fattal in een Londense synagoge. Op 11 juni scheidden de twee alweer, nadat haar schoonfamilie haar transseksuele achtergrond had ontdekt en haar echtgenoot onder druk zette de relatie te beëindigen. Achteraf, in maart 1990, verklaarde een Britse rechter het huwelijk nietig, om dezelfde reden als waarom Cossey haar zaak bij het EHRM aangebracht had. Wederom schreef Cossey haar ongenoegen over de hele gang van zaken van zich af in een autobiografie, My story, verscheen in 1991 als centerfold in Playboy, dat tevens haar levensverhaal publiceerde, en op ITV in een talkshow waardoor ook het grote publiek kennisnam van de juridische problematiek van transseksuelen.
In 1992 sprak het EHRM uit dat het het Verenigd Koninkrijk in het gelijk stelde. Cossey heeft de uitslag niet afgewacht en is in 1992 verhuisd naar de Verenigde Staten, waar ze nog steeds woont. Van daaruit bleef ze actie voeren tegen de wanpraktijken tegenover transseksuelen in het Verenigd Koninkrijk. Uiteindelijk zijn er in 2003 wetswijzigingen in het Britse parlement aan de orde gekomen die de wettelijke problemen grotendeels hebben weggenomen.
In 1992 trouwde ze opnieuw, met de Canadees David Finch. Het paar woont in Atlanta.

## Voetnoten
1. ↑  Tula: I am a woman / Tula. - Londen: Sphere, 1982. - ISBN 0-7221-0583-5
2. ↑  Londen: Faber, 1991. - ISBN 0-571-16251-7
3. ↑  Uitspraak van het Europees Hof voor de Rechten van de Mens
4. ↑  en:Gender Recognition Act 2004

- Gemeinsame Normdatei: 124994547
- International Standard Name Identifier: 0000 0000 2650 8436
- Library of Congress Control Number: n83149222
- Nederlandse Thesaurus van Auteursnamen: 074739506
- Virtual International Authority File: 25981786
- WorldCat: E39PBJkhPQdtyMBXWp4bRqJqwC